# Piano Man (musikalbum)
Piano Man är ett musikalbum av Billy Joel som lanserades 1973. Det var hans andra studioalbum, och hans första för skivbolaget Columbia. Joel fick kontrakt på bolaget efter att ha uppträtt live i radio 1972, bland annat med låten "Captain Jack". Skivans självbiografiska titelspår blev Joels första hitsingel med en tjugofemte plats på Billboard Hot 100, och även låtarna "Travelin' Prayer" och "Worse Comes To Worst" blev mindre singelframgångar.

## Låtlista
1. "Travelin' Prayer" – 4:16
2. "Piano Man" – 5:37
3. "Ain't No Crime" – 3:20
4. "You're My Home" – 3:14
5. "The Ballad of Billy the Kid" – 5:35
6. "Worse Comes to Worst" – 3:28
7. "Stop in Nevada" – 3:40
8. "If I Only Had the Words (To Tell You)" – 3:35
9. "Somewhere Along the Line" – 3:17
10. "Captain Jack" – 7:15

## Listplaceringar
- Billboard 200, USA: #27[1]
- RPM, Kanada: #26[2]